# Formazione a Bellerophon
È conosciuta come Formazione a Bellerophon una unità litostratigrafica di età permiana (Permiano Superiore), affiorante nell'area sud-alpina orientale, dalla Valle dell'Adige fino alla Carnia. La formazione è composta da dolomie, marne, evaporiti (gessi e anidriti), e calcari micritici scuri fossiliferi a Foraminiferi, Molluschi, alghe calcaree e Ostracodi.
La denominazione deriva da un genere di Gasteropodi (Bellerophon) piuttosto comune nella litofacies a calcari scuri, ed è un nome tradizionale (non conforme alle regole moderne di nomenclatura stratigrafica), conservato per l'antichità e la larga diffusione nella letteratura geologica. Ha origine infatti nella seconda metà del diciannovesimo secolo , con i primi studi stratigrafici nella regione alpina.

## Descrizione e ambiente sedimentario
Sono riconoscibili tre tipiche associazioni di litofacies, dal basso verso l'alto:
- Dolomie micritiche (cioè a grana finissima), di colore chiaro, alternate a livelli centimetrici e millimetrici di marne grigie con faune marine oligotipiche (Foraminiferi bentonici). Questi depositi, dello spessore massimo di poche decine di metri, Rappresentano una ingressione marina su sedimenti continentali preesistenti (Arenarie di Val Gardena), con sviluppo di ambienti costieri ristretti (con scarso ricambio di acque).
- Alternanze cicliche con dolomie micritiche alla base, cui seguono marne nerastre ricche di materia organica e infine gessi o anidriti. I cicli di questo tipo hanno spessori di pochi metri. Si tratta di sedimenti depositatisi in una vasta laguna costiera in clima tropicale, parzialmente delimitata verso mare da soglie di origine tettonica, che veniva periodicamente inondata dal mare, con deposizione di fanghi carbonatici, e colmata ciclicamente prima da sedimenti argillosi di laguna ristretta e infine da gessi depostisi per la forte evaporazione. Le evaporiti tendono a ispessirsi verso est (Carnia) fino a divenire predominanti. Complessivamente l'unità varia in spessore da zero a 150–200 m.
- Calcari e dolomie scuri, micritici o calcarenitici, bioclastici (cioè ricchi di frammenti di strutture prodotte da organismi viventi), spesso contenente micro- e macrofossili. Abbiamo frequentemente, ma particolarmente nella parte superiore della litozona, alghe calcaree, Foraminiferi bentonici a guscio calcareo, Bivalvi, Gasteropodi (tra cui Bellerophon spp.), e Nautiloidi, Brachiopodi (tra cui il genere Comelicania, peculiare di questo contesto stratigrafico), Ostracodi. Si tratta di sedimenti di mare più aperto, depositsi in un contesto di piattaforma continentale a sedimentazione prevalentemente carbonatica, probabilmente con progressivo aumento della profondità, che segnalano una tendenza trasgressiva. Spessori fino a 200 m circa.

Le prime due litozone sono state storicamente raggruppate  nella cosiddetta facies fiammazza (dalla Val di Fiemme, dove è particolarmente sviluppata), mentre la litozona superiore costituisce la facies badiota (dalla Val Badia), distinzione poi ampiamente ripresa dalla letteratura geologico-stratigrafica successiva.

## Rapporti stratigrafici e datazione

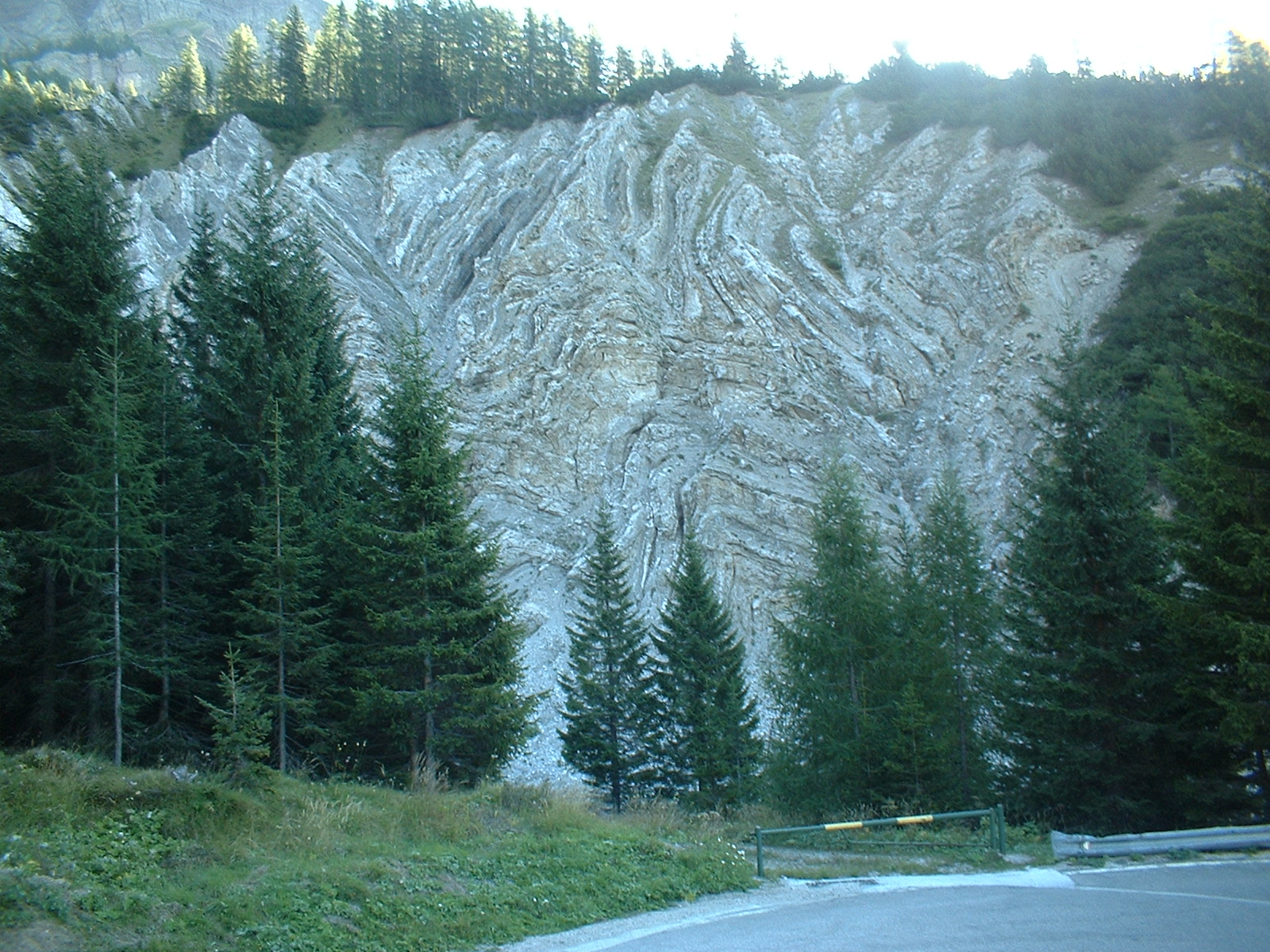
Affioramento in facies evaporitica della Formazione a Bellerophon (Passo Rolle - Trentino)

La Formazione a Bellerophon ricopre i sedimenti alluvionali delle Arenarie di Val Gardena, con un contatto graduale e in parte di eteropia laterale. Questo tipo di contatto implica una variazione laterale di ambiente, da alluvionale a costiero, con affermazione graduale delle condizioni marine verso l'alto.
Il limite superiore, brusco ma concordante e non erosivo, è con la soprastante Formazione di Werfen, di età triassica inferiore, e segna una pulsazione negativa del livello marino con ritorno a condizioni costiere di bassa profondità.
Le ricche faune rinvenute (soprattutto nella litozona superiore) hanno permesso fin dai primi studi la datazione al Permiano Superiore, pur non consentendo una stratigrafia di dettaglio. Studi più recenti , hanno permesso di stabilire che il limite permo-triassico non si trova (come ipotizzato in precedenza) al tetto della Formazione a Bellerophon ma entro la parte basale della Formazione di Werfen.
Negli ultimi anni , sono stati rinvenuti due nuovi orizzonti fossiliferi a Nautiloidi (Tirolonautilus, Tainoceras, Liroceras) e Brachiopodi (Comelicania spp.) in Val Gardena nella parte alta della formazione che potrebbero costituire livelli marker correlabili su scala regionale.

## Utilizzo

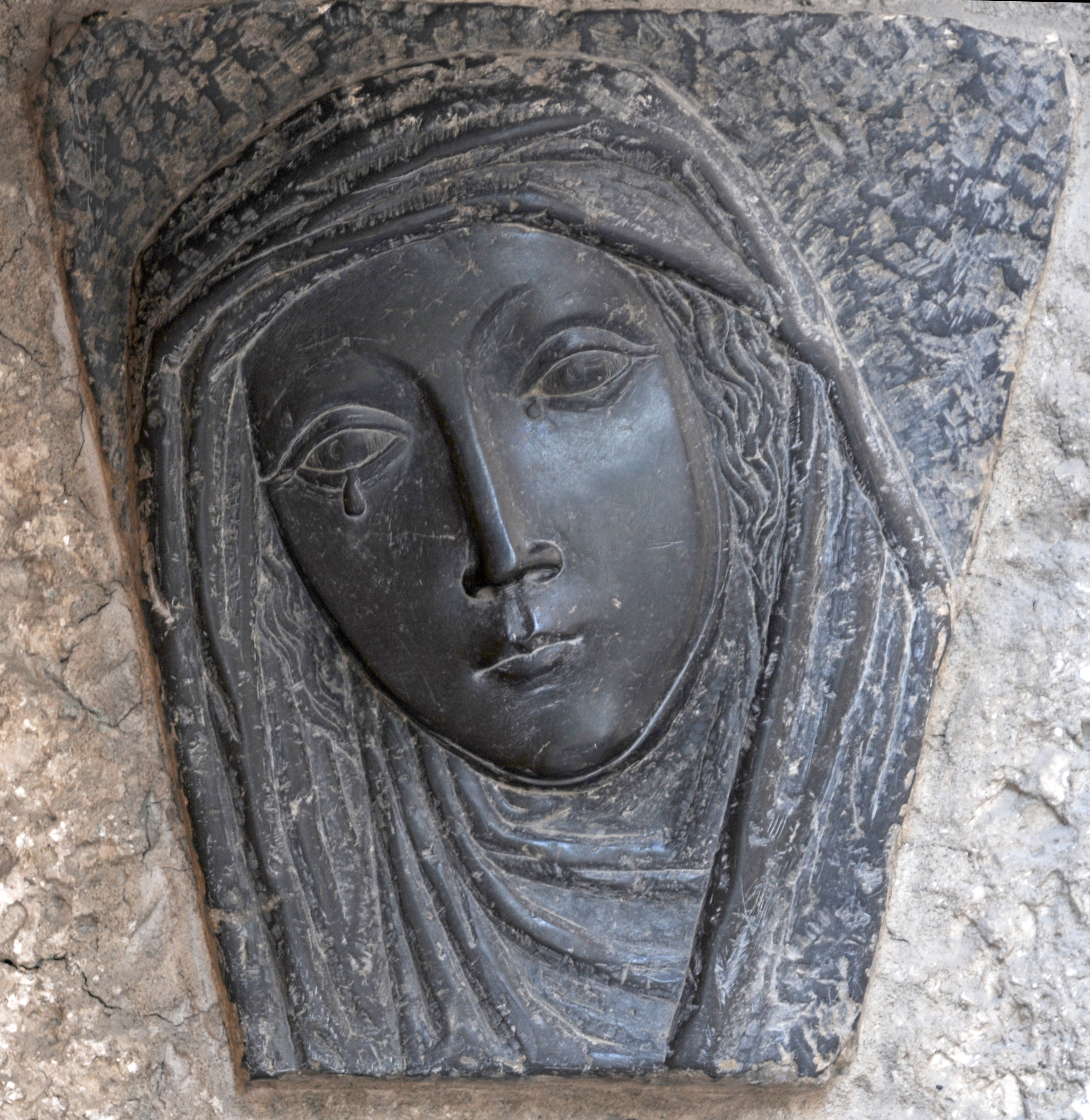
Madonna di Absam scolpita nel Bellerophon sulla facciata di una casa di Ortisei

La pietra presente in Val Gardena viene utilizzata da alcuni intagliatori locali per la creazione di sculture.